# Kjœr Madsen
Kjœr Madsen (ur. w XIX wieku, zm. ?) – duński strzelec, medalista mistrzostw świata.
Madsen jest jednokrotnym medalistą mistrzostw świata. W 1914 roku zdobył brąz w karabinie dowolnym w trzech postawach z 300 m drużynowo (skład reprezentacji: Niels Andersen, Kjœr Madsen, Lars Jørgen Madsen, Anders Petersen, Anders Peter Nielsen), uzyskując najsłabszy wynik punktowy w duńskim zespole.

## Wyniki

### Medale mistrzostw świata
Opracowano na podstawie materiałów źródłowych:
| Mistrzostwa | Konkurencja                                     | Wynik                             | Miejsce |
| ----------- | ----------------------------------------------- | --------------------------------- | ------- |
| Viborg 1914 | Karabin dowolny, trzy postawy, 300 m, drużynowo | 4871 pkt. (druż.) 942 pkt. (ind.) |         |